# 978年
| 千纪： | 1千纪 |
| 世纪： | 9世纪 \| 10世纪 \| 11世纪 |
| 年代： | 940年代 \| 950年代 \| 960年代 \| 970年代 \| 980年代 \| 990年代 \| 1000年代                                                                           |
| 年份： | 973年 \| 974年 \| 975年 \| 976年 \| 977年 \| 978年 \| 979年 \| 980年 \| 981年 \| 982年 \| 983年                                                      |
| 纪年： | 戊寅年（虎年）；于阗中興元年；辽保寧十年；北汉广运五年；北宋（吴越）太平兴国三年；大理明政十年；越南太平九年；定安國元興三年；日本貞元三年，天元元年 |

## 大事记
- 中国
  - 6月3日（四月廿五·己卯），平海军節度使陳洪進向北宋献地投降，史稱“泉漳納土”。
  - 6月9日（五月初一·乙酉），吴越国王錢俶向北宋献地投降，史稱“吴越归地”。
- 英格蘭
  - 英格兰國王殉教者愛德華被殺，其異母弟决策无方者埃塞尔雷德繼位。
- 基辅罗斯
  - 基輔大公弗拉基米爾一世·斯維亞托斯拉維奇的兒子智者雅羅斯拉夫出生，智者雅羅斯拉夫在出生時就被封為羅斯托夫大公，羅斯托夫大公國成立。

## 出生
- 生于紫室者佐伊（978年－1050年，72岁），拜占庭帝國共治女皇。
- 智者雅羅斯拉夫，基輔大公弗拉基米爾一世·斯維亞托斯拉維奇之子，罗斯王公、基辅大公。

## 逝世
- 南唐後主李煜
- 英格蘭人的國王，殉教者愛德華